# Courtney Gibbs
Courtney Ann Gibbs (Dallas, 20 agosto 1966) è una modella statunitense, eletta nel 1988 Miss USA.

## Carriera
Dopo aver vinto il titolo di Miss Texas, Courtney Gibbs è stata incoronata trentasettesima Miss USA nel 1988. È stata la quarta di una serie di cinque vittorie consecutive del concorso da parte delle rappresentanti del Texas. In seguito è arrivata alla ottava posizione del concorso Miss Universo. Dopo aver lavorato come modella, la Gibb ha lavorato come attrice, interpretando per un breve periodo nel 1982 il ruolo di Galen Henderson nella soap opera La valle dei pini e comparendo anche nei film Joe contro il vulcano e Pezzi duri... e mosci.